# Irreligión en Alemania

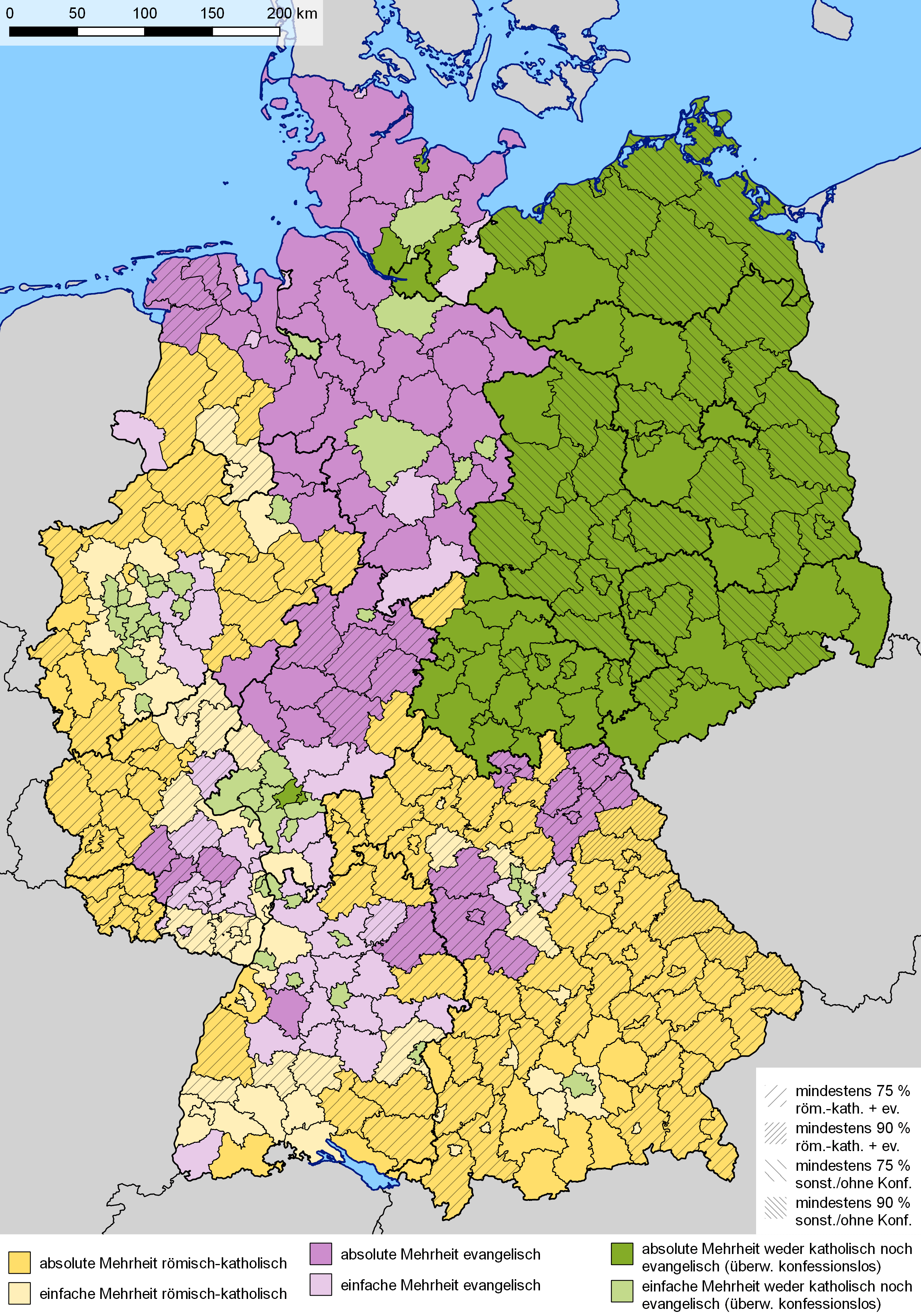
Principal religión según el censo de 2011.
Protestantes
Católicos
Sin religión
Tonos oscuros: mayoría absoluta (>50%)
Tonos claros: mayoría relativa (33,3 – 50%)

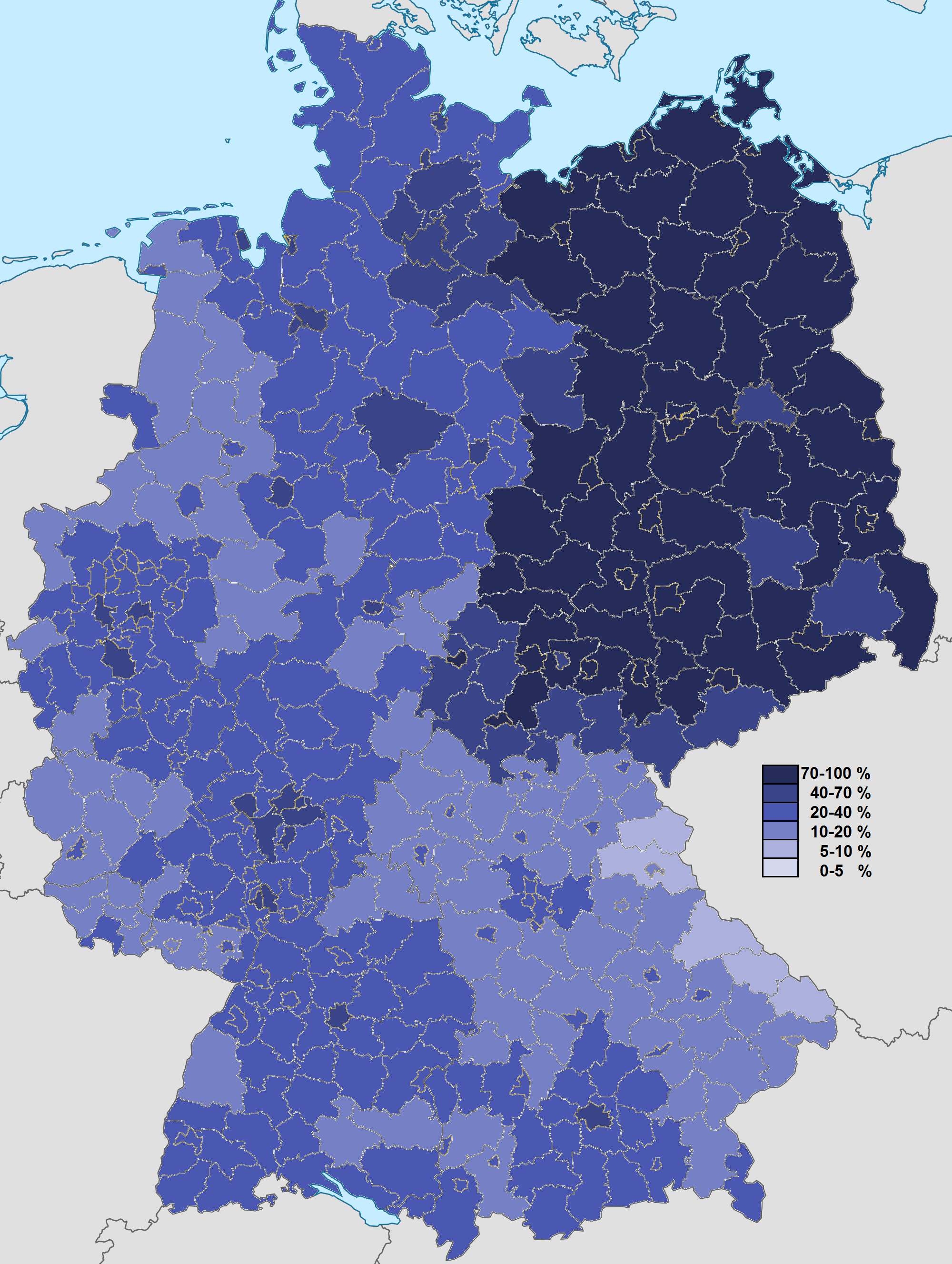
Población no religiosa según el censo de 2011 (incluyendo otras religiones y no especificadas)

La irreligión está extendida en Alemania, aunque de forma desigual. Existe una notable brecha entre la proporción de no creyentes en Alemania Occidental, donde la mayor parte de la población es católica o protestante, y Alemania Oriental, donde la mayoría se identifica como atea. En conjunto, Alemania es un país relativamente secularizado.
Alemania Oriental es una de las regiones menos religiosas del mundo. El ateísmo está extendido entre jóvenes y mayores, aunque sobre todo entre los primeros. Un estudio de septiembre de 2012 fue incapaz de encontrar a una sola persona menor de 28 años que estuviera segura de que Dios existe. Este fenómeno se ha atribuido a las agresivas políticas adoptadas por el Partido Socialista Unificado de Alemania favorables al ateísmo de Estado en la República Democrática Alemana. Aun así, la promoción del ateísmo solamente se produjo en los primeros años; después, el Estado permitió a las iglesias disfrutar de un nivel relativamente alto de autonomía. Como los nacidos después de la reunificación de Alemania (1990) no llegaron a experimentar la puesta en vigor de estas políticas, el argumento según el cual las políticas de la RDA influyeron en la falta de religiosidad en la zona resulta problemática.
Además, estas altas cifras de ateos no se corresponden con otros países del entorno, como Europa Occidental, Europa Septentrional y otros antiguos Estados socialistas.
Otra explicación puede ser el proceso de secularización que data del reino de Prusia y la República de Weimar y que fue más acentuado en los estados de Turingia y Sajonia, junto con la implantación del cristianismo, que fue significativamente más tardía en la región que en Europa Meridional.
El cristianismo todavía tiene una presencia notable en el resto de Alemania, aunque una mayoría de la población en los estados norteños de Hamburgo, Bremen y Schleswig-Holstein no está registrada en las principales iglesias católicas y protestantes.
| Estado (Land)                     | No religiosos (2011) | Porcentaje de la población |
| --------------------------------- | -------------------- | -------------------------- |
| Sajonia-Anhalt                    | 1 805 960            | 79.6%                      |
| Mecklemburgo-Pomerania Occidental | 1 229 350            | 77.5%                      |
| Brandeburgo                       | 1 858 370            | 76.2%                      |
| Sajonia                           | 2 908 420            | 72.6%                      |
| Turingia                          | 1 433 690            | 66.0%                      |
| Berlín                            | 2 045 340            | 62.6%                      |
| Hamburgo                          | 827 180              | 48.9%                      |
| Bremen                            | 251 770              | 38.9%                      |
| Schleswig-Holstein                | 955 190              | 34.3%                      |
| Alemania                          | 26 265 880           | 33.0%                      |
| Hesse                             | 1 610 090            | 27.1%                      |
| Baja Sajonia                      | 1 992 670            | 25.8%                      |
| Renania del Norte-Westfalia       | 3 930 270            | 22.5%                      |
| Baden-Wurtemberg                  | 2 248 600            | 21.6%                      |
| Baviera                           | 2 317 860            | 18.8%                      |
| Renania-Palatinado                | 720 000              | 18.1%                      |
| Sarre                             | 131 120              | 13.2%                      |